# Lepreno
Lepreno [leˈpreːno] (Levré [lɛˈvɾe] in dialetto bergamasco) è una frazione del comune bergamasco di Serina.

## Località
Lepreno è raggiungibile da una strada di montagna dal capoluogo.
Nella disarmonica organizzazione amministrativa bergamasca di epoca veneziana, a Lepreno esistevano alcune autorità comunali, il cui rapporto con la giurisdizione di Serina non era però determinato in maniera chiara, mentre a livello ecclesiastico la località aveva la sua parrocchia. Quando il paese fu definitivamente integrato dell'ordinato sistema municipale lombardo dai tedeschi nel 1815, in un primo momento Lepreno fu individuata come comune a pieno titolo, ma dopo solo due anni fu annessa a Serina.

## Origini del nome
Il toponimo della località sarebbe riconducibile, secondo gli studi di Silvio Pieri, dall'antico nome Leverene plurale femminile leporenae di leporenus porterebbe a considerare che la località era ricca di selvaggina. Pare che questa fosse cacciagione riservata come dono di caccia ai vescovi di Bergamo..

## Storia
Mentre Carlo Magno estendeva i suoi domini nell'Europa, dovette scendere più volte in italia: una volta per reprimere le insurrezioni di Duchi longobardi ai quali sostituì con i Conti Franchi, che rese dipendenti e soggetti al sovrano come suoi rappresentanti. Nella terza discesa di Carlo condusse con sé la moglie Ildegarda e figli Carlomanno I (Pipino) e Ludovico. Si trattenne prima alcuni mesi nell'Italia settentrionale per riordinare il suo regno, puoi andò Roma a celebrarvi la pasqua (781).
Leone III eletto papa nel 775, rendendosi insicuro a Roma per causa di molte congiure, si recò in Francia a chiedere aiuto a Carlo Magno. Questi scese però in Italia solo nel'800, nel quale anno fu incoronato imperatore del Sacro Romano Impero nella Basilica Vaticana dello stesso sommo pontefice. La tradizione vuole che Carlo Magno condusse in Italia molti Alemanni, dei quali alcuni vi rimasero anche dopo rientro in Francia dell'imperatore. È provato anche dall'origine alemanna o tedesca di parecchi paesi del bergamasco da alcune espressioni di sapore tedesco in uso ancora presso noi. Tra i rimasti, secondo la tradizione, figurano due fratelli da Innsbruck, Ceronio e Carrerio, che a differenza di altri preferirono inoltrarsi nell'allora silvestre Valle Serina e fissarvi la loro dimora. La Valle Serina era proprietà dei vescovi di Bergamo, avendo la loro donata Girolamo re dei longobardi (668), quando si convertì all'arianesimo per opera del santo Giovanni vescovo.
Carlo Magno a sua volta, Ludovico III, Carlo III e Berengario confermarono con loro diplomi la donazione di Grimoaldo. I due fratelli avuto il relativo permesso dai vescovi di Bergamo, si accinsero a edificare due paeselli, il Carrerio, Serina che darà il nome a tutta la valle e Ceronio, Lepreno. Quest'ultimo venne chiamato “Leverene”, e con tale nome è ricordato nel 1186 dal notaio Ottone.
Più tardi si evolve in “Leprenno” per perdere poi una “enne” e restare col nuovo nome. La tradizione locale vorrebbe il nome genuino fosse “Levrè” e lo stesso ci vorrebbe ricollegato al bergamasco “Legor” e al latino “Lepos”, quasi per dare significato di “paese delle lepri”. Ma sembra ciò poco probabile per ragioni fonetiche ed Etimologiche. Naturalmente la fondazione dei due paesi gemelli costò grande fatica, perché si dovettero abbattere foreste vergini, nelle quali non erano rari i lupi, gli orsi e altri animali feroci. Ad opera ultima i due fratelli si accordarono di lasciare a Lepreno la precedenza e la preminenza sopra Serina sia per la sua elevata posizione, sia per la maggiore età del Ceronio.
Battaglia e Miracolo di San Giacomo :
La famiglia Ceroni (più tardi Ceronio si trasforma in Ceroni) è pertanto la più antica del paese. Sparse più tardi i suoi rami a Mantova e Venezia, a Vicenza e a Graz nella Stiria. Personaggi eminenti la illustrarono in ogni epoca. Tra questi ricorderemo per ora un Antonio Ceroni che si distingue in una memorabile battaglia sostenuta con il suo rivale Gian Pietro Tiraboschi da Serina. Il Ceroni aveva appena 400 uomini detti “Brusati” di origine bresciana mentre il Tiraboschi ne aveva 12.000 e bene agguerriti. Il nostro eroe astuto qual era, temendo ragione di essere sopraffatto, ricorse a uno stratagemma. Notte tempo distribuì i soldati nei boschi vicini e fece accendere molti lumi con Cortecce Resinose e ordinò che si urlasse a più non posso, lasciando credere al Tiraboschi che il numero dei suoi gregari fosse superiore. Lo stratagemma riuscii a meraviglia, perché i soldati del Tiraboschi, spaventati da l’insolito chiarore e dallo schiamazzo indiavolato, si diedero a precipitosa fuga.
Un'altra versione del fatto guerresco, aggiunge che il Tiraboschi capitano forse di Ambrogio della torre Grande di Milano, adirato, prima di fuggire, corse con i suoi soldati a dare il sacco alla Chiesa di Lepreno, distruggendo tutto quello che vi era di prezioso. Dopo il saccheggio sacrilegio si sarebbe vista una lepre scendere dal Monte Gioco e gettarsi furibonda tra i soldati del nemico, spargendo il terrore mentre le campane suonavano da sole a stormo. Il nemico allora, invece di partire si rivolta su se stesso sgomitandosi e ammazzandosi, bestemmiando furiosamente. Un soldato del Tiraboschi nel colmo della più livida rabbia, colpisce di lancia il petto della sacra immagine di Giacomo il Maggiore Apostolo, dipinta sul muro esterno della chiesa. Dalla ferita uscii miracolosamente sangue vivo. Questo prodigio e confermato da Muzio nella sua “storia delle più note Reliquie di Bergamo”.
Ai tempi di son Tommaso Carrara da Serina, e cioè nel 1736, la figura v'era ancora con la ferita dalla quale si estrasse lino imbevuto di sangue coagulato e sotto un cristallo era visibile una pergamena referente il fatto miracoloso.
A comprova della storica battaglia locale nel 1749 si trovò ancora un cadavere ricoperto di corazza con un vaso di terra vicino alla testa, come riferisce don G.B. Ceroni prevosto di quel tempo. Più tardi si rinvennero frantumi di lance, di picche ed ossami. Il luogo preciso della battaglia non ci è noto, pare però, secondo la tradizione raccolta anche nei paesi vicini, che il nemico ci sia postato in località “Predai” sopra Frerola e i nostri difensori sulle falde del Monte Zucco.

## Monumenti e luoghi d'interesse

### Pieve Prepositurale di San Giacomo Maggiore Apostolo e Sant'Alessandro Martire
Sulla balconata del presbiterio della parrocchiale di Lepreno, prima degli ultimi restauri si leggevano le seguenti parole che traduciamo dal latino: 

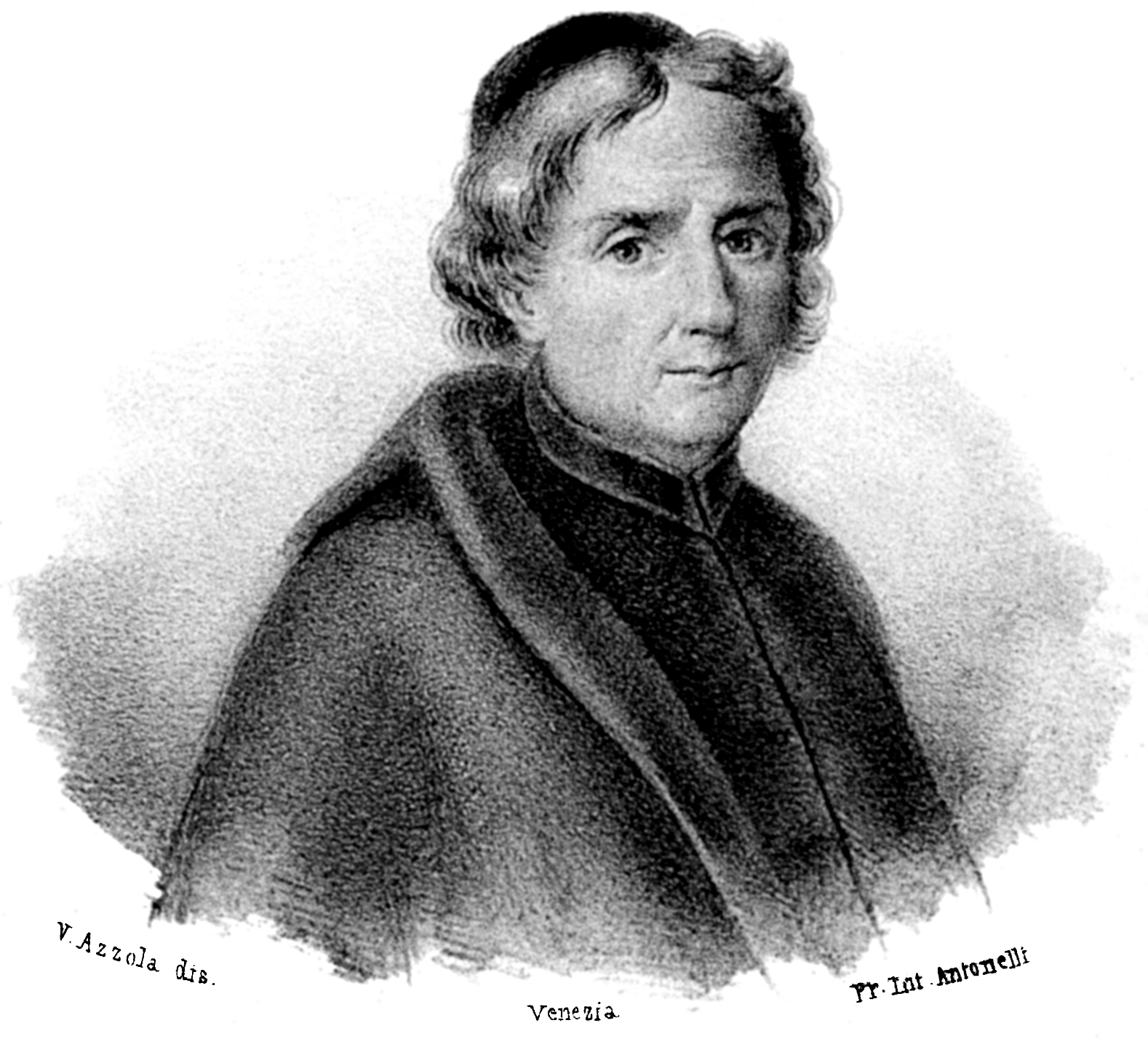
Ludovico Antonio Muratori

“questo sacro tempio venne fondato nell'anno 90 dopo Cristo, quindi più volte restaurato ed ampliato, nel 1686 prese la forma attuale”. 
Evidentemente questa iscrizione è errata per la prima data perché prima della pace di Costantino nessuna chiesa esisteva pubblicamente. La chiesa di Lepreno ha comunque origini molto antiche, è stata fondata nell'anno 1190 con l'autorizzazione di papa Clemente III. Il vescovo Guala fu rappresentato dal canonico Giovanni da Bulgare a definire il luogo dove la chiesa doveva essere edificata e simbolicamente vi piantò una croce.
Aumentando i fedeli aumentò anche dell'unico presbiterio. Quando poi l'unico oratorio si trovava incapace di contenere tutti i cristiani, si instauravano stabilmente i preti in alcune, poche località rurali, chiamate chiese plebane e più tardi battesimali, dato che solo in queste si amministrava il battesimo e si seppellivano i morti. Questa chiesa originariamente, secondo Ludovico Antonio Muratori, portava il titolo di San Giovanni Battista. I prevosti e gli arcipreti che se ne erano a capo avevano autorità quasi episcopale in tutta la pieve fino al XII secolo perché era molto discosta da Bergamo. Anche le chiese plebane come le cattedrali non potendo più contenere i fedeli dovettero rassegnarsi a frazionarsi in Parrocchie.
A Bergamo solo nel XII secolo con il vescovo Guala hanno origine le parrocchie. Quindi a quest'epoca solo Dossena era la chiesa plebana di tutta la Val Brembana superiore da Zogno a tutta la Valtellina, esclusa la Val Taleggio, la Val Torta e la valle Averania che erano ambrosiane e dipendevano dalla Pieve di Primaluna in Valsassina.
Lepreno dunque si separa da Dossena, che fu la matrice di ben 24 parrocchie. Per questo in segno di ossequio alla chiesa madre, la popolazione di Lepreno con il proprio rettore insieme a Serina, Costa Serina e Bracca dovette per parecchi anni recarsi in processione presso la chiesa plebana per cantarvi la messa della vigilia dell’Ascensione.
Forse per scarsità di sacerdoti, appena fondate le nuove chiese, si raggruppavano fra loro. Così Lepreno tenne unita a sé spiritualmente Serina con un solo parroco, che abitualmente risiedeva a Lepreno. Da queste dipendevano a loro volta le comunità minori di Salvarizza e di Spettino, frazioni di San Pellegrino Terme, oltre a Frerola, Bagnella, Cornalba, Passoni e Grimoldo (Oltre il Colle). Così erano unite Costa Serina. Rigosa, Sambusita e Bracca.
È incontestato che il vescovo Guala mandò il canonico Giovanni da Bulgare a designarvi il luogo della futura chiesa e a piantarvi la croce simbolica. La discordia dei due capitoli di San Vincenzo e di San Alessandro anche questa volta si rivelò fatale per i leprenesi. I canonici alessandrini, infatti adontatisi per non essere stati interpellati per la faccenda, mandarono un loro membro capitolare a togliervi la croce. Ci vollero i buoni offici del successore monsignor Lanfranco per rimettere la concordia fra i due capitoli e di comune accordo, questa volta si inviò di nuovo il canonico da Bulgare con altri a benedire, per così dire, la prima pietra della chiesa dedicata a san Giacomo maggiore e, per deferenza verso il capitolo alessandrino, a sant'Alessandro martire.

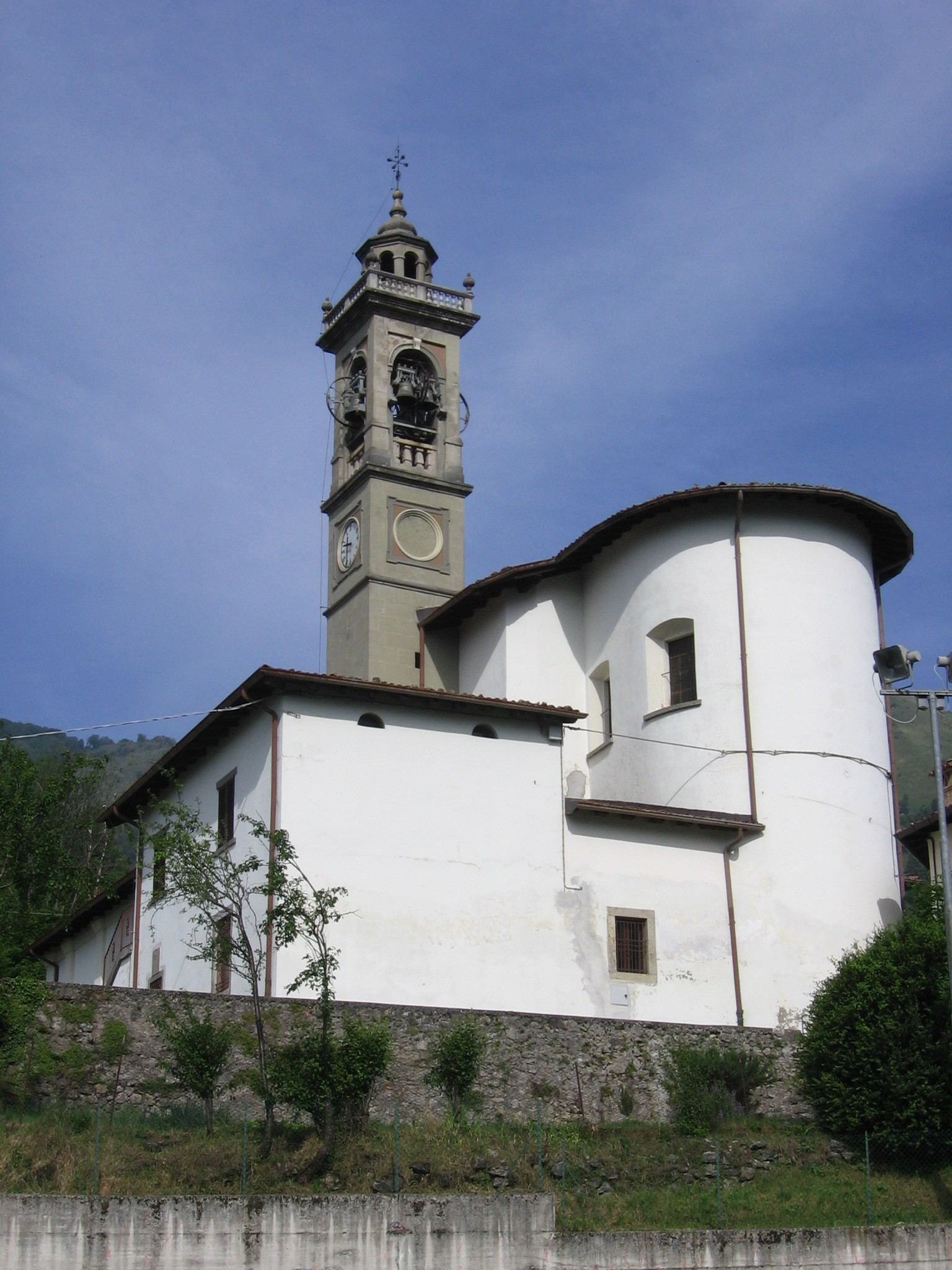
chiesa di Lepreno

Nella chiesa si conservano opere di particolare valore. Di rilievo è la quattrocentesca croce astile in niello su lamina argentata e dorata impressa a minuti disegni in stile rinascimento. Ha bracci con aggetti di palline e terminati in formelle quadrilobate con busti a rilievo quasi intero. Nel retto appare l'Annunciazione, il pellicano, Maria Maddalena, Maria di Cleofa e all'incrocio il crocifisso. Nel verso sono scolpiti i quattro simboli degli Evangelisti nell'incrocio la statuetta della vergine col Bambino. Ai piedi v'è una palla con quattro tondi istoriati raffiguranti i santi titolari della chiese di Serina. È alta cm. 92 e larga cm. 50. 
L'altare maggiore è pure di notevole interesse. è in marmi policromi a piccole riquadrature.  Lo donò a Lepreno certo Antonio Pagani, che lo acquistò a Genova da nave inglese e lo spedì alla sua parrocchia nativa, in dodici casse.

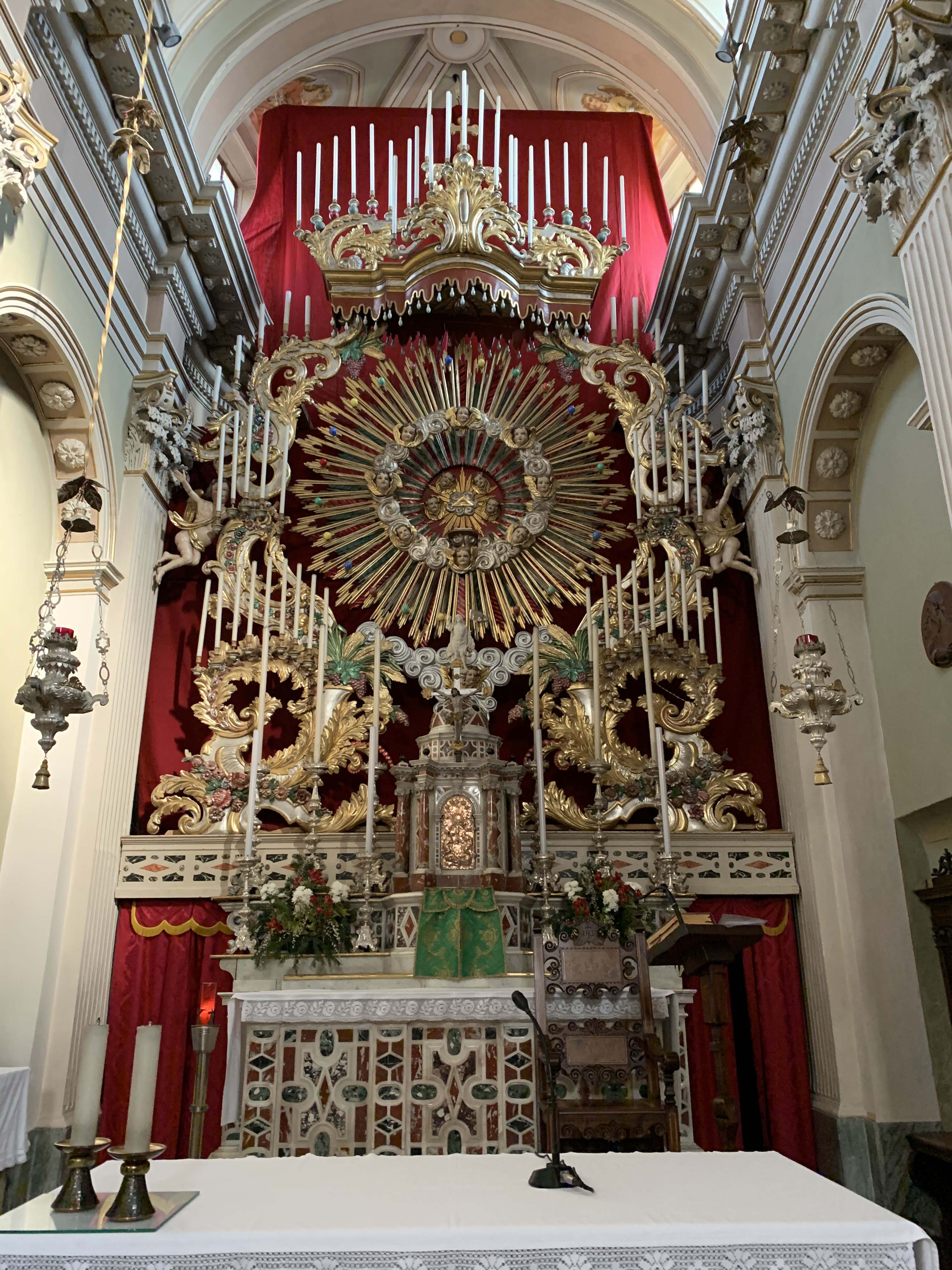
Macchina del Triduo dei Defunti

È Sentita in modo speciale la devozione ai morti. Da questo offerte ne vengono copiosi suffragi e un devotissimo Triduo nei primi giorni di febbraio di ogni anno. l'antica macchina del triduo è in legno placcata in oro ed è illuminata da 66 candele (numero angelico). È opera del XVII Sec. Il raggio centrale è composto da dodici angeli che circondano “l’altare” dove durante la funzione viene esposto Ostensorio per l’adorazione eucaristica.

## Famiglie Leprenesi
I Ceroni, sono i capostipiti di Lepreno e prevalgono in paese. Di questa famiglia interessa ricordare ancora un Franco Ceroni dottore in legge. Dopo la laurea ottenuta a Pavia, si trasferisce a Trieste per l'insegnamento del diritto. Divenne insegnante giurista e si meritò la riconoscenza dall'imperatrice Maria Teresa, Eelo chiamo a Innsbruck, dove ebbe il titolo di conte.
I Ceroni ebbero come stemma una quercia sfondata da un cervo, altri dicono da una lepre come appare da una stele del 1551 murata all'esterno della parrocchiale e che diventò poi stemma di Lepreno.
I Panighetti appaiono per la prima volta nel 1456 e numerosi sono i suoi rappresentanti.
I Cavagna affiorano nel 1600 circa, provenienti da Santa Croce. Contano nell'albero genealogico parecchie personalità di primo piano, specie nel campo della pittura.
Nel 1600 circa troviamo i Bagini, che non lasciano che pochi eredi in Francia.
I Bonaldi vengono a Lepreno appena nella seconda metà del 1800 dal Corone di Serina. Ne abbiamo poche famiglie.
A conclusione di questo argomento dobbiamo riferire alcune statistiche, che riguardano il numero degli abitanti attraverso vari secoli. Nel 1476 le famiglie di Lepreno erano 25 con diritto di nomina del parroco. Nel 1709 erano 105 gli abitanti, che salgono a 173 nel 1737 e scendono a 116 nel 1818. Risalgono nel 1831 a 158 e nel 1877 a 206. Nel 1929 erano 503. Nel 1942 erano 385 con una ventina di famiglia residenti stabilmente in Francia. Nel 2018 gli abitanti sono solo circa 180 e con famiglie residenti in Francia, in Svizzera e in Germania.

## Economia
Il paese è povero. Però data la grande Concordia cittadina vi regnava prosperità specie per la fiorente cassa rurale nata l'11 dicembre 1905 e per pascoli e boschi. Data la situazione geografica del paesino posto al mattino, nonostante la sua elevata alezza (820 metri sul mare), è possibile la coltivazione di poco grano e granone. Il reddito locale non è però per nulla proporzionato ai bisogni della popolazione. Per questo si spiega il fenomeno della emigrazione, tanto sentito in paese da parecchi lustri famiglie intere emigrano all'estero o all'interno senza più tornare.
La povertà di Lepreno si spiega in parte anche dalla povertà dei mezzi di comunicazione. Per la sua singolare ubicazione non poteva entrare nel sistema stradale mulattiero Dossena-Serina-Frerola-Pagliaro-Algua-Rigosa-Selvino ecc. e neppure nella deviazione posteriore della Via Mercatorum, nel tracciato carrozzabile Ambria-Oltre il Colle.
Ciò nonostante ebbe anche il villaggio il suo piccolo traffico nei tempi antichi, quando la parrocchia si estendeva a levante fino a Zambla, a tramonto fino a Spettino di San Pellegrino e a Mezzogiorno fino a Passoni.